# Puffin des Galapagos
Puffinus subalaris
Espèce
Répartition géographique
Statut de conservation UICN

 LC  : Préoccupation mineure
Le Puffin des Galápagos (Puffinus subalaris) est une espèce d'oiseaux de la famille des Procellariidae. Elle était et est encore parfois considérée comme une sous-espèce du Puffin d'Audubon (P. lherminieri).

## Répartition
Cet oiseau ne niche que sur les îles Galápagos.